# Ванцеті Василев
Ванцеті Василев (болг. Ванцети Димитров Василев; нар. 16 червня 1945, Радомир, Перницька область, Болгарія) — болгарський хімік і письменник. Син політичного в'язня Димитара Василева, який назвав дитину на честь американського анархіста Бартоломео Ванцеті, та небіж першого болгарського йоги Михаїла Владімірова.

## Біографія
Народився 1945 року в місті Радомир. До 1963 року не допускався до абітурієнтських іспитів, але згодом закінчив Хіміко-Технологічний інститут в Софії, де захистив дисертацію.
Переслідуваний комуністичними органами безпеки як син в'язня концтаборів Белене. Працював технологом на заводах країни.
1988 року з ризиком для життя утік до Сербії, а звідти — до Італії; з багажем, в якому були лише книжки. Працював садівником в Кастель-Гандольфо. Наприкінці 1989 року переїхав до Нью-Йорка. Там він працював нічним сторожем, художником, будівельником, водієм вантажівки, водієм таксі. 1992 року призначений хіміком в Департаменті охорони навколишнього середовища (DEP) в Нью-Йорку, але згодом зосередився лише на літературній роботі.
Автор книг «Насіння страху» (1991), «Потяги до Риму» (2006 — перекладена німецькою мовою і представлена на книжковій ярмарці у Франкфурті 2009), та «Історії з Нью-Йоркської бібліотеки» (2011).
Є членом редакційної ради в нью-йоркському видавництві «Cross Cultural Communication».

## Книги
- «Насіння страху» (1991)
- «Потяги до Риму» (2006)
- «Історії з Нью-Йоркської бібліотеки» (2011)
- «Упакуєш вітер» (2013)